# Saint-André-de-l'Eure
Saint-André-de-l'Eure és un municipi francès situat al departament de l'Eure i a la regió de Normandia. L'any 2007 tenia 3.385 habitants.

## Demografia

### Població
El 2007 la població de fet de Saint-André-de-l'Eure era de 3.385 persones. Hi havia 1.316 famílies de les quals 440 eren unipersonals (200 homes vivint sols i 240 dones vivint soles), 400 parelles sense fills, 384 parelles amb fills i 92 famílies monoparentals amb fills.
La població ha evolucionat segons el següent gràfic:
Habitants censats

### Habitatges
El 2007 hi havia 1.526 habitatges, 1.375 eren l'habitatge principal de la família, 42 eren segones residències i 109 estaven desocupats. 1.061 eren cases i 455 eren apartaments. Dels 1.375 habitatges principals, 736 estaven ocupats pels seus propietaris, 607 estaven llogats i ocupats pels llogaters i 32 estaven cedits a títol gratuït; 47 tenien una cambra, 157 en tenien dues, 310 en tenien tres, 390 en tenien quatre i 471 en tenien cinc o més. 908 habitatges disposaven pel capbaix d'una plaça de pàrquing. A 688 habitatges hi havia un automòbil i a 452 n'hi havia dos o més.

### Piràmide de població
La piràmide de població per edats i sexe el 2009 era:
| Homes | Edats   | Dones |
| ----- | ------- | ----- |
| 4     | 95 o +  | 12    |
| 8     | 90 a 94 | 40    |
| 8     | 85 a 89 | 40    |
| 8     | 80 a 84 | 32    |
| 64    | 75 a 79 | 44    |
| 60    | 70 a 74 | 80    |
| 80    | 65 a 69 | 104   |
| 60    | 60 a 64 | 32    |
| 92    | 55 a 59 | 60    |
| 136   | 50 a 54 | 140   |
| 124   | 45 a 49 | 96    |
| 140   | 40 a 44 | 120   |
| 108   | 35 a 39 | 88    |
| 100   | 30 a 34 | 136   |
| 104   | 25 a 29 | 112   |
| 112   | 20 a 24 | 76    |
| 128   | 15 a 19 | 108   |
| 132   | 10 a 14 | 100   |
| 120   | 5 a 9   | 104   |
| 80    | 0 a 4   | 52    |

## Economia
El 2007 la població en edat de treballar era de 2.131 persones, 1.549 eren actives i 582 eren inactives. De les 1.549 persones actives 1.372 estaven ocupades (745 homes i 627 dones) i 177 estaven aturades (83 homes i 94 dones). De les 582 persones inactives 188 estaven jubilades, 149 estaven estudiant i 245 estaven classificades com a «altres inactius».

### Ingressos
El 2009 a Saint-André-de-l'Eure hi havia 1.394 unitats fiscals que integraven 3.275,5 persones, la mediana anual d'ingressos fiscals per persona era de 17.061 €.

### Activitats econòmiques
Dels 206 establiments que hi havia el 2007, 4 eren d'empreses extractives, 6 d'empreses alimentàries, 1 d'una empresa de fabricació de material elèctric, 14 d'empreses de fabricació d'altres productes industrials, 30 d'empreses de construcció, 55 d'empreses de comerç i reparació d'automòbils, 6 d'empreses de transport, 12 d'empreses d'hostatgeria i restauració, 1 d'una empresa d'informació i comunicació, 14 d'empreses financeres, 8 d'empreses immobiliàries, 20 d'empreses de serveis, 21 d'entitats de l'administració pública i 14 d'empreses classificades com a «altres activitats de serveis».
Dels 61 establiments de servei als particulars que hi havia el 2009, 1 era una oficina d'administració d'Hisenda pública, 1 gendarmeria, 1 oficina de correu, 4 oficines bancàries, 1 funerària, 8 tallers de reparació d'automòbils i de material agrícola, 1 taller d'inspecció tècnica de vehicles, 1 autoescola, 3 paletes, 6 guixaires pintors, 4 fusteries, 4 lampisteries, 4 electricistes, 2 empreses de construcció, 6 perruqueries, 1 veterinari, 2 agències de treball temporal, 5 restaurants, 2 agències immobiliàries, 1 tintoreria i 3 salons de bellesa.
Dels 18 establiments comercials que hi havia el 2009, 1 era un hipermercat, 1 una gran superfície de material de bricolatge, 3 fleques, 4 carnisseries, 1 una peixateria, 3 botigues de roba, 1 una botiga d'equipament de la llar, 1 una sabateria i 3 floristeries.
L'any 2000 a Saint-André-de-l'Eure hi havia 18 explotacions agrícoles.

## Equipaments sanitaris i escolars
El 2009 hi havia 1 hospital de tractaments de mitja durada (seguiment i rehabilitació), 2 farmàcies i 1 ambulància.
El 2009 hi havia 1 escola maternal i 2 escoles elementals. Saint-André-de-l'Eure disposava d'un col·legi d'educació secundària amb 520 alumnes.

## Poblacions més properes
El següent diagrama mostra les poblacions més properes.